# Minong
Minong è un villaggio degli Stati Uniti d'America, situato in Wisconsin, nella contea di Washburn.